# Matti Salminen
Matti Kalervo Salminen (Turku, 7 luglio 1945) è un basso finlandese.

## Biografia
Ha studiato musica presso l'Accademia Sibelius di Helsinki e con il famoso Maestro Luigi Ricci di Roma.
Nel 1969, all'età di 25 anni, Matti Salminen ha fatto il suo debutto come Filippo II nel Don Carlo di Giuseppe Verdi al Teatro Nazionale di Helsinki e dopo questo egli divenne un cantante di grande successo in paesi di lingua tedesca. Si è esibito con successo anche al Covent Garden di Londra, l'Opera di Amsterdam, al teatro dell'opera reale di Stoccolma, a Budapest e Nancy. 
Nel 1973 si è esibito come Fafner nella prima di L'anello del Nibelungo diretto da Wolfgang Sawallisch al Teatro alla Scala di Milano e ha partecipato molte volte in Savonlinna Opera Festival in Finlandia dove nel 1975 è Antti nella prima assoluta Ratsumies di Aulis Sallinen. Nel 1974 è Fasolt in L'oro del Reno con il direttore d'orchestra Colin Davis al Royal Opera House, Covent Garden di Londra dove nel 1975 diretto da Davis è Fafner in Sigfrido e Fafner in L'oro del Reno.
Sempre nel 1975 è il Commendatore in Don Giovanni con Anna Tomowa-Sintow al Grand Théâtre di Ginevra.
Nel 1976 è apparso al Festival di Bayreuth diretto da Pierre Boulez come Fasolt in L'oro del Reno seguito da Hunding in La Valchiria con Dame Gwyneth Jones e Titurel in Parsifal con Bernd Weikl, nel 1977 è Fafner in L'oro del Reno con Siegfried Jerusalem e Fafner in Sigfrido, nel 1978 Daland in L'olandese volante, nel 1981 Heinrich der Vogler in Lohengrin con Weikl e Re Marke in Tristano e Isotta diretto da Daniel Barenboim, nel 1983 Veit Pogner, Goldschmied in Die Meistersinger von Nürnberg con Weikl, Hermann Prey e Jerusalem e nel 1985 si è esibito come Langravio nel Tannhäuser diretto da Giuseppe Sinopoli con Cheryl Studer e anche in alcuni ruoli dell'Anello.
Al Wiener Staatsoper debutta nel 1977 come Filippo II in Don Carlo con Eberhard Waechter e la Jones tornando nel maggio 1979 come il Grande Inquisitore in Don Carlo diretto da Herbert von Karajan con Ruggero Raimondi, José Carreras, Piero Cappuccilli, Mirella Freni ed Agnes Baltsa.
Nel 1978 è Seneca ne L'incoronazione di Poppea diretto da Nikolaus Harnoncourt in Edimburgo per l'Opernhaus Zürich in settembre, cantata anche alla Scala in ottobre dove in novembre è il Grande Inquisitore in Don Carlo diretto da Claudio Abbado con Raimondi, Renato Bruson e Mara Zampieri.
Nuovamente a Ginevra nel 1980 è Enrico l'Uccellatore in Lohengrin con Jerusalem ed il protagonista in Boris Godunov con Florindo Andreolli. 
Ancora alla Scala nel 1981 è Enrico l'Uccellatore in Lohengrin diretto da Claudio Abbado con la Tomowa-Sintow.
Il repertorio di Matti Salminen, include le principali parti per un'autentica voce di basso profondo e le opere appartenenti a Mozart, Wagner, Glinka e Musorgskij. 
Dal 1981 si è esibito presso il Metropolitan Opera di New York debuttando come King Marke in Tristano e Isotta diretto da James Levine con la Jones e Tatiana Troyanos, l'Opernhaus di Zurigo e l'Opéra National de Paris (come Fafner e Hunding).
Sempre al Met nel 1981 è Sarastro in Il flauto magico con Lucia Popp, nel 1983 Rocco in Fidelio diretto da Klaus Tennstedt con Éva Marton e Roberta Peters, nel 1987 Osmin in Il ratto dal serraglio, nel 1988 Fafner in L'oro del Reno diretto da Levine con Jerusalem e Hagen ne Il crepuscolo degli dei diretto da Levine con Hildegard Behrens e Christa Ludwig, nel 1989 Hunding in La Valchiria diretto da Levine con la Behrens, Jessye Norman e la Ludwig e Fafner in Sigfrido diretto da Levine con la Behrens, nel 1990 Daland in L'olandese volante diretto da Levine ed il Commendatore in Don Giovanni diretto da Levine con Ferruccio Furlanetto, Carol Vaness, Samuel Ramey e Dawn Upshaw e nel 1991 Ramfis in Aida con Lando Bartolini e Dolora Zajick.
Al Metropolitan fino al 2008 si è esibito in 132 recite.
Nel 1983 torna a Vienna come Osmin ne Il ratto dal serraglio, Sarastro ne Il flauto magico e Daland ne L'olandese volante con James King ed a Parigi Fasolt in L'oro del Reno con Jerusalem che canta anche nel 1984 a Ginevra diretto da Jeffrey Tate.
Al San Francisco Opera nel 1984 debutta come il principe Ivan Chovanskij in Chovanščina diretto da Gerd Albrecht con Helga Dernesch seguito da il Commendatore in Don Giovanni diretto da Chung Myung-whun.
Ancora a Vienna nel 1986 è Hagen ne Il crepuscolo degli dei con Walter Berry e la Ludwig, nel 1987 Rocco in Fidelio con la Jones, Hunding ne La Valchiria con Gundula Janowitz e la Ludwig e König Marke in Tristano e Isotta con la Jones, nel 1988 Colline ne La bohème con Neil Shicoff, nel 1990 Fürst Gremin in Eugenio Onegin e Veit Pogner ne I mastri cantori di Norimberga diretto da Davis con José van Dam, Berry e la Popp, nel 1991 Heinrich der Vogler in Lohengrin con la Jones e nel 1994 Fasolt in L'oro del Reno con Jerusalem.
Nel 1986 è Sarastro ne Il flauto magico diretto da Leonard Slatkin con Luciana Serra e Titurel in Parsifal con la Troyanos e Jon Vickers all'Opera di Chicago.
Nel 1988 è Hagen ne Il crepuscolo degli dei diretto da Zoltán Peskó al Teatro Regio di Torino e nel 1994 debutta al Festival di Salisburgo come il Commendatore in Don Giovanni diretto da Barenboim con Furlanetto, Lella Cuberli, Catherine Malfitano, Bryn Terfel e Cecilia Bartoli seguito da Tiresia in Oedipus Rex diretto da Kent Nagano con i Wiener Philharmoniker.
Ancora a Chicago nel 1996 diretto da Zubin Mehta è Fasolt in L'oro del Reno, Hunding ne La Valchiria con la Marton e Jane Eaglen e Fafner in Sigfrido con Jerusalem e la Marton e Hagen ne Il crepuscolo degli dei. Nel 1997 è il Commendatore in Don Giovanni al Teatro Comunale di Ferrara sotto la direzione di Claudio Abbado per la regia di Lorenzo Mariani.
Nel 1998 è Gurnemanz in Parsifal diretto da Valerij Gergiev con Plácido Domingo e Waltraud Meier a Salisburgo e canta Il flauto magico a Bilbao.
Nel 2000 è König Marke in Tristano e Isotta diretto da Lorin Maazel con la Meier a Salisburgo e Sarastro ne Il flauto magico con Piotr Beczała e Natalie Dessay a Parigi e nel 2001 Gurnemanz in Parsifal diretto da Donald Runnicles a Vienna dove fino al 2013 arriva a 132 recite.
Nel 2002 all'Opera di Stato della Baviera è Rocco in Fidelio diretto da Mehta con la Meier e Diana Damrau, a Chicago è Gurnemanz in Parsifal con Andrew Davis alla direzione dell'orchestra e la Malfitano.
Ancora al Bayerische Staatsoper nel 2003 è Filippo II in Don Carlo con Paata Burchuladze, Hagen ne Il crepuscolo degli dei diretto da Mehta ed il Commendatore in Don Giovanni con Thomas Allen, nel 2004 diretto da Mehta Hunding ne La Valchiria con Violeta Urmana e Veit Pogner ne I mastri cantori di Norimberga, nel 2005 Hermann in Tannhäuser diretto da Mehta con Simon Keenlyside e la Meier e nel 2006 Daland ne L'olandese volante.
Nel 2007 alla Scala è König Marke in Tristano e Isotta nella serata d'inaugurazione della stagione d'opera diretto da Barenboim con la Meier dove nel 2008 ha cantato Don Carlo, interpretando Filippo II diretto da Daniele Gatti con Fiorenza Cedolins e la Zajick trasmesso da Rai 5 e König Marke in Tristano e Isotta con la Meier a Parigi cantato anche nel 2009 diretto da Antonio Pappano a Londra.
Nel 2010 è Daland ne L'olandese volante a Parigi dove nel 2013 è Hagen ne Il crepuscolo degli dei.
Sempre nel 2013 è Filippo II in Don Carlo diretto da Pappano con Jonas Kaufmann, Thomas Hampson, Eric Halfvarson e Robert Lloyd a Salisburgo e nel 2014 Boris Godunov a Helsinki.
Nel 2015 è König Marke in Tristano e Isotta all'Opernhaus Zürich, Ramfis nella prima di Aida diretto da Mehta con Carlo Colombara ed Anita Rachvelishvili alla Scala e Boris Godunov a Savonlinna.

## Discografia parziale
- Bach: Passione secondo Matteo - Matti Salminen/Peter Schreier/Edith Mathis/Dietrich Fischer-Dieskau/Münchener Bach-Chor & Orchester/Karl Richter, 1979 Archiv
- Beethoven: Symphony No. 9 Op. 125 "Choral" & Choral Fantasy Conclusion - Zubin Mehta/Dame Margaret Price/Emanuel Ax/Jon Vickers/Marilyn Horne/Matti Salminen/New York Choral Artists/New York Philharmonic, 1983 Sony/RCA
- Malmsten: Choral Music - Tapiola Sinfonietta/Jyri Nissilä/Matti Salminen/Chameleon Choir/Eija Ahvo/Thelma Romu/Sini Hyytiäinen, 2008 Ondine
- Wagner: Die Meistersinger von Nürnberg - Matti Salminen/Michelle Breedt/Dietrich Henschel/Thorsteen Scharnke/Tuomas Pursio/Berlin Radio Chorus/Rundfunk-Sinfonieorchester Berlin/Marek Janowski/Tobias Berndt/Robert Dean Smith/Sebastian Noack/Hyung-Wook Lee/Jorg Schorner/Georg Zeppenfeld/Michael Smallwood/Albert Dohmen/Edith Haller/Thomas Ebenstein/Peter Sonn/Hans-Peter Scheidegger, 2011 PentaTone
- Wagner: Der fliegende Hollander - Matti Salminen/Steve Davislim/Rundfunk-Sinfonieorchester Berlin/Marek Janowski/Ricarda Merbeth/Robert Dean Smith/Berlin Radio Choir/Silvia Hablowetz/Albert Dohmen, 2011 PentaTone
- Joulu On Meillä - Juha Kuivanen/Matti Salminen, 2009 Polyteknikkojen kuoron

## DVD parziale
- Mozart, Flauto magico - Harnoncourt/Salminen/Strehl, regia di Martin Kusej, 2007 Deutsche Grammophon
- Wagner, Parsifal - Stein/Weikl/Salminen/Sotin, 1981 Deutsche Grammophon
- Wagner, Parsifal (live, Zurigo marzo 2007) - Haitink/Ventris/Naef/Salminen, Deutsche Grammophon
- Wagner, Tristano e Isotta - Barenboim/Kollo/Meier/Salminen, regia di Jean-Pierre Ponnelle, 1983 Deutsche Grammophon
- Wagner, Anello del Nibelungo - Boulez/McIntyre/Egel/Schwarz, regia di Patrice Chéreau, 1980 Deutsche Grammophon - Grammy Award for Best Opera Recording 1983
- Wagner, Crepuscolo degli dei - Levine/MET/Jerusalem/Behrens, Deutsche Grammophon - Grammy Award for Best Opera Recording 1992